# Анабарська губа
Анаба́рська губа́ (якут. Анаабыр, тамах, рос. Анабарская губа) — південна частина Анабарської затоки у Республіці Саха (Якутія), на крайній півночі Росії. Являє собою затоплене морем, внаслідок опускання суші, гирло річки Анабар, яка впадає в західну частину  моря Лаптєвих і від імені якої походить назва губи.

## Географія
Губа розташована на північному узбережжі Анабарського улусу, на північному заході республіки Саха (Якутія).
Довжина губи становить приблизно 24 км, ширина — від 5 до 7 км. Найбільша глибина — 12 м. Для південної частини характерні численні мілини з глибинами 0,5-0,9 м.
Найбільші річки, які впадають у губу: Анабар (939 км), Уеле (313 км), Суолема (262 км), Гуриміскай (76 км), Джямалах (52 км). В гирлі річки Уеле розташований острів Арангастах, а на південь від нього — невеликий острів Каланча.